# Jared Kushner
Jared Kushner  (Livingston, Nueva Jersey, 10 de enero de 1981) es un empresario inmobiliario y político estadounidense de ascendencia judía.

## Actividades
Es el principal propietario de la sociedad inmobiliaria Kushner Propiedades y de la editorial que publica el The New York Observer. Es hijo del empresario inmobiliario estadounidense Charles Kushner y está casado con Ivanka Trump, hija del 45/47 Presidente de Estados Unidos de América Donald Trump.
Formó parte del equipo de consejeros de Trump durante la campaña electoral presidencial y algunos medios lo consideran uno de los arquitectos de la campaña de medios de comunicación de su suegro, tras haber apoyado financieramente al Partido Demócrata en años precedentes.

### Campaña presidencial
Kushner fue el diseñador de la campaña de su suegro para los medios en línea, contratando a talentos de Silicon Valley para formar un equipo de 100 expertos en social-media autodenominados "Project Alamo".
También se le consideró de facto jefe de campaña de Trump tras el despido de Corey Lewandowski, en parte por intrigas de Kushner, en junio de 2016.
Como tal ha influido en la estrategia de campaña de Trump y su visita a México en agosto de 2016, así como en la elección de Mike Pence para acompañarle.
El 5 de julio de 2016 Kushner publicó una carta abierta en el New York Observer para defender a su suegro de acusaciones de antisemitismo. En su carta Kushner decía que Trump no ha tenido inconveniente en que su hija se case con un judío.

## Distinciones y reconocimientos
Jared Kushner recibió en el 2018 el Águila Azteca, entregado por el entonces presidente de México Enrique Peña Nieto, por su cooperación para la firma del Tratado de Libre Comercio (USMCA).
Su distinguible cooperación en el sector de Medio Oriente como representante de la paz entre Israel-Palestina y el actual estado de su situación.